# Красный партизан (фабрика)
«Кра́сный партиза́н» — советская фабрика по производству музыкальных инструментов. Основной продукцией были гармоники, баяны и аккордеоны. Располагалась в Ленинграде, на 6-й Красноармейской улице, дом 7.

## История
Предприятие ведет свою историю от фортепианной фабрики «Ф. Мюльбах», существовавшей с 1856 года и национализированной в июне 1918 года после Октябрьской революции. Фабрика Мюльбаха была преобразована в мебельную фабрику треста «Севзаплес». До 1924 года производство было законсервировано, после чего в его помещениях начали изготавливать канцелярскую и домашнюю мебель. В июне 1931 году, по распоряжению ВСНХ СССР от 15 июля, предприятие было передано Культуробъединению и переориентирована для производства язычковых музыкальных инструментов, таких как гармоники и баяны.
Официальной датой основания фабрики считается 15 июня 1931 года, 9 февраля 1933 года фабрика получила название «Красный партизан».
В разные периоды фабрика меняла подчинённость. С 1931 года она находилась в ведении Ленинградской городской конторы Госмузтреста, с января 1935 года — Ленинградского музыкального треста (Ленмузтрест), а с 1938 года — других структур. К 1969 году фабрика называлась Ленинградской фабрикой музыкальных инструментов «Красный партизан» и была подчинена Главному управлению по производству музыкальных инструментов Министерства местной промышленности РСФСР. В 1970 годах фабрика вошла в ЛПО по изготовлению музыкальных инструментов. В начале 1980-х годов ЛПО вошло в Республиканское промышленное объединение по изготовлению музыкальных инструментов «Росмузпром». В 1990—1991 гг. — Арендное Предприятие по изготовлению музыкальных инструментов «Красный Партизан». После распада СССР — сначала АОЗТ, а после ЗАО «Ильмера». В 2007 г. организация была ликвидирована.
В настоящее время на месте фабрики располагается бизнес-центр «Сенатор».

## Деятельность
В первый год работы фабрика выпустила 6904 двухрядные «венские» гармоники, а в 1932 году — уже 13 150 инструментов. В 1936 году здесь был изготовлен первый советский аккордеон. К 1940 году производство баянов достигло почти 3000 единиц в год.
Фабрика была известна своим качеством продукции. В 1936 году на выставке музыкальных инструментов, организованной Наркоматом местной промышленности РСФСР, «Красный партизан» представил образцы гармоник и баянов, получив диплом за высокое качество. Во время Великой Отечественной войны фабрика не только продолжила выпуск музыкальных инструментов, но и взяла на себя выполнение военных заказов, таких как производство ящиков для боеприпасов. В 1943 году, в условиях блокады Ленинграда, фабрика возобновила работу после временной остановки в декабре 1941 года, выпустив за год более 3 тысяч гармоней, 13 тысяч губных гармошек, 59 баянов и несколько аккордеонов. Один из аккордеонов был подарен Маршалу Советского Союза Георгию Жукову.
После войны фабрика продолжала функционировать, внедряя новые технологии, улучшившие звуковые качества и упростившие сборку инструментов.

## Продукция
Фабрика выпускала разнообразные музыкальные инструменты, включая:
- Гармоники: двухрядные «венские» модели[2][3].
- Баяны: широкий диапазон и тональности[2].
- Аккордеоны: первый советский аккордеон был изготовлен на данной фабрике в 1936 году[3].
- Гармонические камертоны: в 1970-х годах фабрика приступила к массовому производству данных устройств[2].